# Преславска књижевна школа
Преславска књижевна школа је прва књижевна школа у Бугарској. Настала је на иницијативу кнеза Бориса I (852-889), да би дао поље изражавања ученицима Ћирила и Методија који су стигли у Бугарску. У почетку, центар је био у Плиски, али након пресељења главног града бугарске државе у Преслав, она се такође преселила у овај град.
У њој су радили Наум (до слања у Охрид), Константин Преславски, Jоан Егзарх, Црноризац Храбар и други. Међу представницима био је и бугарски владар цар Симеон I (893-927), који се бавио и књижевним активностима. Ту су темељи бугарске поезије и ораторијална свечана проза. Значајан преводилачки рад обавља се и углавном на радовима византијских аутора и други.